# 里德利 (加利福尼亚州)
里德利（英語：Reedley），是美国加利福尼亚州弗雷斯诺县下属的一座城市。建市于1913年2月18日，面积大约为5.08平方英里（13.2平方公里）。根据2010年美国人口普查，该市有人口24,194人。